# Breitfussia
Breitfussia is een geslacht van sponsdieren uit de klasse van de Calcarea (kalksponzen).

## Soorten
- Breitfussia chartacea (Jenkin, 1908)
- Breitfussia schulzei (Breitfuss, 1896)
- Breitfussia vitiosa (Brøndsted, 1931)